# Dasykaluta rosamondae
Il kaluta rosso minore (Dasykaluta rosamondae Ride, 1964), noto anche come piccolo ratto marsupiale rosso o, più semplicemente, kaluta, è un mammifero australiano appartenente alla famiglia dei Dasiuridi. È l'unica specie del genere Dasykaluta Archer, 1982.

## Descrizione
Il kaluta misura 9–11 cm di lunghezza e pesa solamente 20-40 g. È ricoperto da una pelliccia piuttosto ruvida di colore bruno-rossastro. La forma del corpo ricorda abbastanza quella degli antechini, ma testa e orecchie sono più brevi. Inoltre, rispetto a questi ultimi, ha dimensioni leggermente inferiori.

## Biologia

### Alimentazione
Il kaluta si nutre di insetti e piccoli vertebrati. Tipica è la sua abitudine di sventolare in aria la coda mentre pattuglia il proprio territorio.

### Riproduzione
I maschi di questa specie, come quelli di altre specie di Dasiuridi, muoiono poco dopo la stagione riproduttiva, che cade in settembre, probabilmente a causa dello stress. I piccoli, che nascono dopo una gestazione di circa sette settimane, sono svezzati all'età di quattro mesi. In cattività la specie può sopravvivere fino a tre anni.

## Distribuzione e habitat
Il kaluta è diffuso nella regione del Pilbara e nel Piccolo Deserto Sabbioso, in Australia Occidentale, dove è piuttosto comune. Predilige le praterie di Triodia sp.

## Tassonomia
Il kaluta appartiene alla famiglia dei Dasiuridi. Quando venne descritto per la prima volta da W. D. L. Ride nel 1964, venne classificato nel genere Antechinus. Tuttavia, nel 1982, Mike Archer creò appositamente per esso un nuovo genere monospecifico, Dasykaluta. Da allora gli studiosi hanno scoperto che è più strettamente imparentato con il dibbler (Parantechinus apicalis).
Kaluta è il nome con il quale gli aborigeni chiamano questa specie, come indica anche il nome del genere, Dasykaluta, che significa «kaluta peloso». Il nome specifico, rosamondae, è un riferimento a Rosamund Clifford, la famosa amante di Enrico II d'Inghilterra, che si diceva avesse lunghi capelli rossi.